# Josef Podstata starší
Josef Podstata (* 4. února 1938, České Meziříčí) je český zubní lékař, stomatochirurg, specialista ústní, čelistní a obličejové chirurgie, vysokoškolský pedagog a podnikatel. V letech 1986 až 1988 byl ředitelem Fakultní nemocnice Olomouc a v letech 1992 až 1995 pojišťovny Metal-Aliance. Od roku 1988 do roku 1990 působil jako náměstek ministra zdravotnictví. 
Dne 28. října 2019 byl oceněn medaili Za zásluhy I. třídy. 

## Život
Narodil se v Českém Meziříčí a poté, co jeho otec dostal už třetí infarkt, rozhodl se jít studovat medicínu a stát se venkovským doktorem. Začal ji studovat právě v době, kdy se rozhodlo o rozšíření počtu studentů stomatologického směru na lékařských fakultách, a tak když při přijímačkách na otázku jaký obor si zvolil odpověděl že zatím nevím, zapsala ho komise na stomatologii. V roce 1961 tak promoval na lékařské fakultě Univerzity Palackého v Olomouci jako zubní lékař.
Po promoci začal působit ve Fakultní nemocnici v Olomouci. Působil zde až do roku 1990 s malým přerušení, když byl například narychlo poslán jako zástup do Jirkova nebo kvůli absolvování vojenské prezenční služby v Chebu. V roce 1972 nastoupil do interní aspirantury a šel na stáž do Prahy k prof. Tomanovi. Téhož roku obhájil kandidaturu na téma „K dezinfekci Persterilem ve stomatologické praxi“. V sedmdesátých letech se začal věnovat onkologii a dohodl se s krajským stomatologem a s otorinolaryngology, že nádory v orofaciální oblasti bude léčit v rámci celého kraje. Měl významný podíl na vybudování nové Kliniky ústní, čelistní a obličejové chirurgie ve Fakultní nemocnici Olomouc, která byla otevřena v roce 1977 a kde i následně založil krajské centrum orofaciální onkologie. Habilitoval v roce 1978 a během velkého doktorátu, který dělal na epidemiologii a terapii karcinomu, uvedl i nové, tehdy neznámé poznatky a vytvořil zařízení na regionální infuzi cytostatik do arterie temporalis, kdy se do spánkové tepny zasouvala kanyla napojená na lineární dávkovač, na který následně získal také patent. Toto zařízení, inspirované v zahraničí, se využívalo až do devadesátých let. Během své práce na stomatochirurgické katedře vedl na III. stomatologické klinice lůžkové oddělení a operační tým.
Jelikož měl udělanou kandidaturu a dvě atestace, měl dělat i něco pro společnost. Proto patřil k vedení nemocnice přes odbory a v roce 1985 se stal náměstkem ředitele Fakultní nemocnice v Olomouci. Od roku 1986 do 1988 byl ředitelem této nemocnice. Během této funkce, kterou vykonával i během své medicínské praxe, jmenoval řadu přednostů a zpracoval generel dostavby nemocnice. Následně byl tři roky náměstkem ministra zdravotnictví Československé republiky a v letech 1991 až 1993 pracoval jako odborný poradce na Úřadu vlády České republiky a dalších centrálních úřadech. V devadesátých letech vzniklo mnoho pojišťoven, a tak i on se stal v letech 1992 až 1994 zdravotním ředitelem jedné z nich, a to pojišťovny Metal-Aliance. V roce 1993 přešel do privátní praxi v nestátním zdravotnickém zařízení. Věnuje se oboru ústní, čelistní a obličejové chirurgie a praktické zubní lékařství, a to na pracovišti v Praze a v Olomouci.
Publikoval přes stovku odborných článků, vedl kurzy a přednášel na sympoziích po celé Evropě, například ve Stockholmu, Petrohradě, Barceloně, Rize, Lvově, Edinburghu, Kišiněvě nebo Monte Carlu. Mezi lety 1998 a 2009  přednášel a byl vedoucím katedry stomatologie na Institutu postgraduálního vzdělávání ve zdravotnictví v Praze a členem vědecké rady Lékařské fakulty Univerzity Karlovy v Praze.
Za rok 2017 byl oceněn Cenou města Olomouce, a to v oblasti věda a výzkum. U příležitosti oslav výročí vzniku Československa byl 28. října 2019 vyznamenán prezidentem Milošem Zemanem medailí Za zásluhy. Na slavnostním zasedání sněmu České stomatologické komory převzal 17. září 2021 v pražském Trojském zámku ocenění Čestný titul Osobnost české stomatologie.

## Ocenění
- Cena města Olomouce (2017)
- Medaile Za zásluhy (2019), za celoživotní přínos v oblasti vědy a školství
- Čestný titul Osobnost české stomatologie (2021)